# 7218 Skácel
7218 Skácel è un asteroide della fascia principale. Scoperto nel 1979, presenta un'orbita caratterizzata da un semiasse maggiore pari a 2,2643136 UA e da un'eccentricità di 0,2009801, inclinata di 3,03996° rispetto all'eclittica.